# Communauté de communes de la Région de Levroux
La Communauté de communes Levroux Boischaut Champagne  (anciennement COCOREL) est une communauté de communes française, située dans le département de l'Indre, en région Centre-Val de Loire.

## Historique
- 30 décembre 1996[2] : création de la communauté de communes avec les communes de Baudres, Levroux et Villegongis.
- 10 avril 2002 : modification des statuts.
- 5 décembre 2006 : modification des statuts.
- 31 décembre 2008 : adhésion des communes de Bouges-le-Château, Bretagne, Brion, Francillon, Moulins-sur-Céphons, Rouvres-les-Bois, Saint-Martin-de-Lamps, Saint-Pierre-de-Lamps et Vineuil.
- 17 décembre 2012 : modification des statuts (arrêté préfectoral no 2012-352-0001).
- 11 mars 2014 : modification des statuts (arrêté préfectoral no 2014-070-0005).
- 26 août 2014 : modification des statuts (arrêté préfectoral no 2014-238-0002).
- 1er janvier 2016[3] : fusion entre les communes de Saint-Martin-de-Lamps et Levroux.
- 1er janvier 2019 : Saint-Pierre-de-Lamps rejoint la commune nouvelle de Levroux[4].
- 11 octobre 2021 : la COCOREL change de nom et devient Levroux Boischaut Champagne.

## Territoire communautaire

### Géographie
La communauté de communes se trouve dans le centre du département et dispose d'une superficie de 342,90 km2.
Elle s'étend sur 10, communes du canton de Levroux.

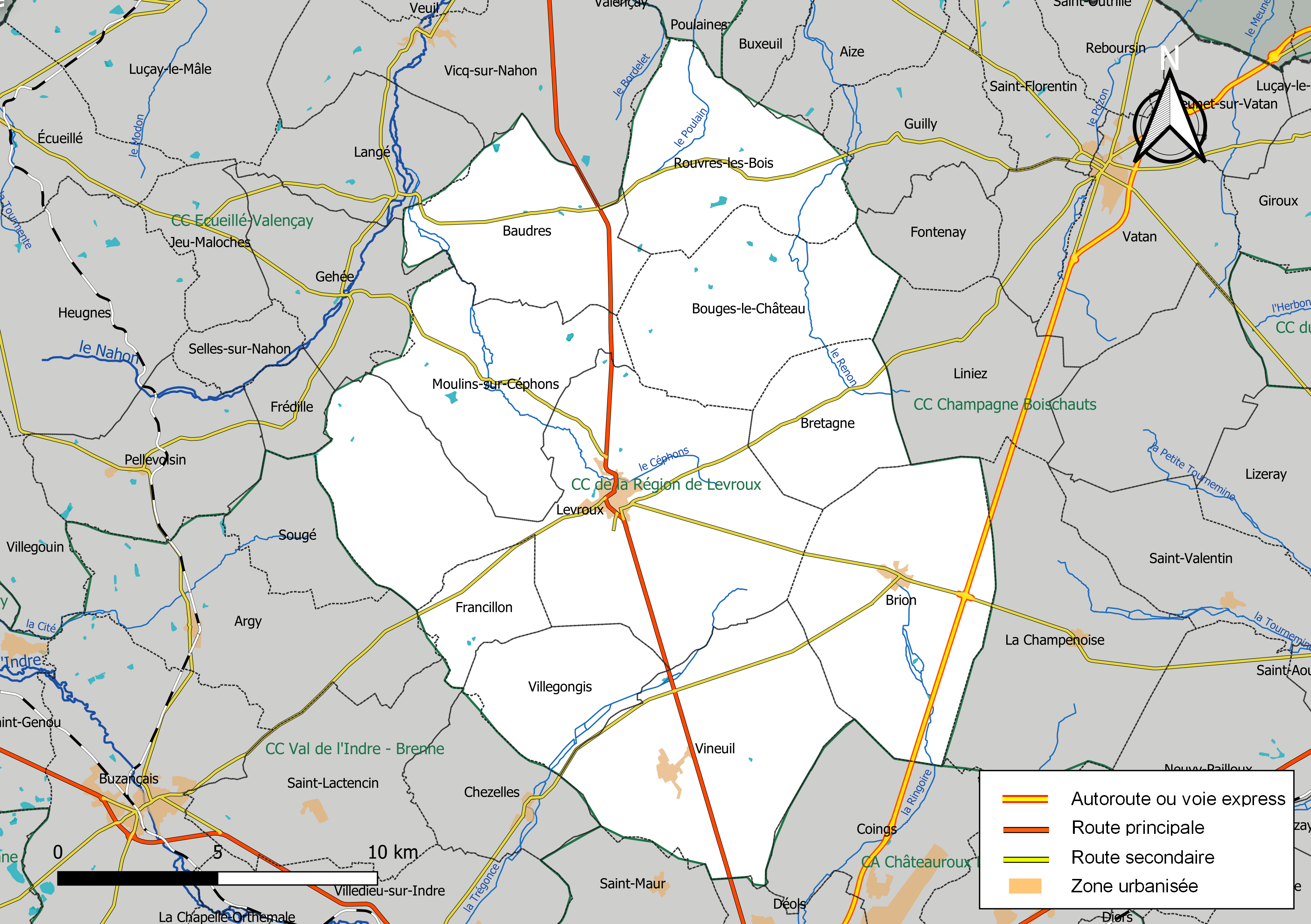
Carte de la communauté de communes de la Région de Levroux au 1er janvier 2019.

### Composition

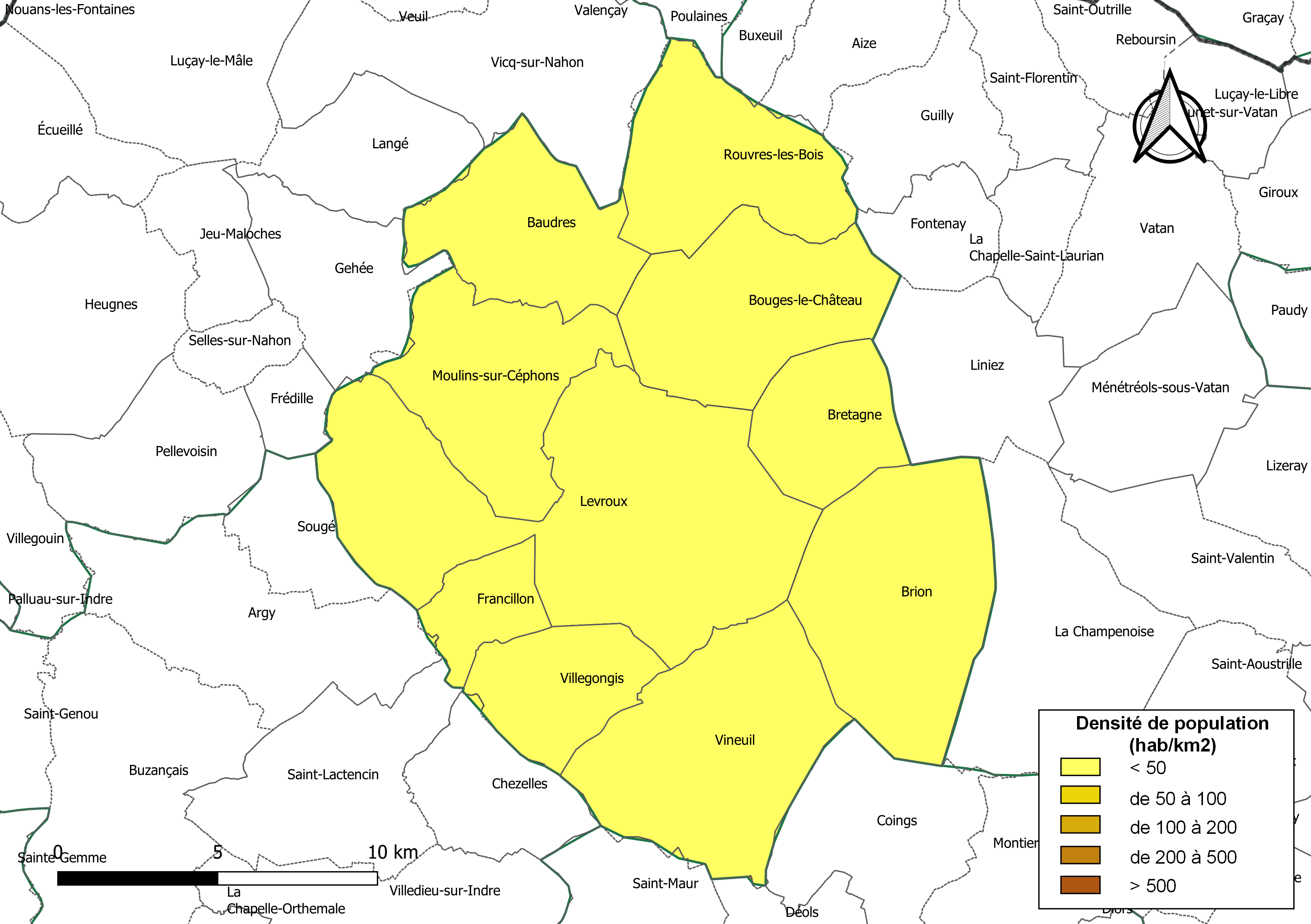
Carte des densités de population (millésimée 2016) des communes de la communauté de communes de la Région de Levroux. Composition en communes au 1er janvier 2019.

La communauté de communes est composée des 10 communes suivantes :

| Nom                 | Code Insee | Gentilé         | Superficie (km2) | Population (dernière pop. légale) | Densité (hab./km2) |
| ------------------- | ---------- | --------------- | ---------------- | --------------------------------- | ------------------ |
| Levroux (siège)     | 36093      | Levrousains     | 82,32            | 2 802 (2022)                      | 34                 |
| Baudres             | 36013      | Baldériens      | 27,4             | 400 (2022)                        | 15                 |
| Bouges-le-Château   | 36023      | Bougeois        | 34,77            | 264 (2022)                        | 7,6                |
| Bretagne            | 36024      | Brettains       | 18,36            | 122 (2022)                        | 6,6                |
| Brion               | 36026      | Brionnais       | 44,2             | 595 (2022)                        | 13                 |
| Francillon          | 36079      | Francillonnais  | 10,27            | 76 (2022)                         | 7,4                |
| Moulins-sur-Céphons | 36135      | Moulinois       | 32,17            | 277 (2022)                        | 8,6                |
| Rouvres-les-Bois    | 36175      | Rouvrois        | 30,85            | 278 (2022)                        | 9                  |
| Villegongis         | 36242      | Villegongissois | 18,15            | 103 (2022)                        | 5,7                |
| Vineuil             | 36247      | Vinoliens       | 44,41            | 1 245 (2022)                      | 28                 |

### Démographie
| 1996  | 1999  | 2006  | 2012  | 2017  | - | - |
| ----- | ----- | ----- | ----- | ----- | - | - |
| 6 728 | 6 366 | 3 487 | 7 330 | 6 368 | - | - |

## Administration

### Siège
Le siège de la communauté de communes est à Levroux au numéro 10 de la place de l'Hôtel de Ville.

### Les élus
La communauté de communes est gérée par un conseil communautaire composé de 25 membres représentant chacune des communes membres et élus pour une durée de six ans.
Ils sont répartis comme suit :
| Nombre de délégués | Communes                                                                                             |
| ------------------ | --- |
| 1                  | Baudres, Bouges-le-Château, Bretagne, Francillon, Moulins-sur-Céphons, Rouvres-les-Bois, Villegongis |
| 2                  | Brion                                                                                                |
| 4                  | Vineuil                                                                                              |
| 12                 | Levroux                                                                                              |

### Présidence
Le conseil communautaire du 15 juillet 2020 a élu son président, Alexis Rousseau-Jouhennet et désigné ses cinq vice-présidents  qui sont : 
1. Bernard Bachellerie (délégué aux finances, à la mutualisation et aux transports scolaires) ;
2. Jean-Louis Pesson (délégué aux travaux et à la gestion des gens du voyage) ;
3. Hugues Foucault (délégué au développement économique et numérique) ;
4. Thierry Fourré (délégué à la gestion des déchets) ;
5. Jean-Michel Guillemain (délégué au tourisme, aux équipements sportifs et à la GEMAPI).

Ils forment ensemble l'exécutif de l'intercommunalité pour le mandat 2014-2020.
| Période          | Période         | Identité                  | Étiquette | Qualité |
| ---------------- | --------------- | ------------------------- | --------- | --- |
| 30 décembre 1996 | 8 avril 2008    | Philippe Bodin            |           | Maire de Levroux (1995 → 2001)                                                                                 |
| 9 avril 2008     | 22 mars 2009    | Alain Fried               |           | Maire de Levroux (2001 → 2015)                                                                                 |
| 23 mars 2009     | 28 juin 2019    | Michel Brun               | UMP-LR    | Conseiller départemental de Levroux (2015 → 2019) Adjoint au maire de Levroux (2001 → 2019) Décédé en fonction |
| 29 juin 2019     | 23 juillet 2019 | Jean-Marc Sevault         |           | Président par intérim                                                                                          |
| 24 juillet 2019  | 14 juillet 2020 | Laurent-Michel Pineau     |           | Adjoint au maire de Levroux ( → 2020)                                                                          |
| 15 juillet 2020  | En cours        | Alexis Rousseau-Jouhennet | DVD       | Maire de Levroux (2020 → )                                                                                     |

### Compétences
L'intercommunalité exerce les compétences qui lui ont été transférées par les communes membres, dans les conditions fixées par le code général des collectivités territoriales, :
- aménagement de l'espace ;
- développement économique ;
- gestion des milieux aquatiques et prévention des inondations ;
- aménagement, entretien et gestion des aires d'accueil des gens du voyage et des terrains familiaux locatifs ;
- collecte et traitement des déchets des ménages et déchets assimilés ;
- politique du logement et du cadre de vie ;
- création, aménagement et entretien de la voirie ;
- construction, entretien et fonctionnement d'équipements culturels et sportifs d'intérêt communautaire et d'équipements de l'enseignement préélémentaire et élémentaire d'intérêt communautaire ;
- assurer l’organisation locale des transports scolaires, sous la responsabilité du département de l'Indre ou de la région Centre-Val de Loire, des élèves du collège et celui des élèves des communes (ne disposant pas d’école), scolarisés dans les écoles de Levroux ;
- assurer le transport scolaire des élèves des écoles maternelles et élémentaires du territoire jusqu’aux équipements culturels et sportifs du territoire ;
- organisation ou participation financière à des organisateurs de manifestations festives, sportives, culturelles et/ou artistiques, ouvertes gratuitement aux élèves des écoles maternelles et élémentaires du territoire et/ou aux élèves du collège de Levroux, et ayant lieu dans une commune membre de la communauté de communes (pour une durée maximum de 5 jours par an) ;
- prise en charge des fournitures scolaires du Réseau d’Aide Spécialisé pour les Enfants en Difficultés (RASED) pour les enfants scolarisés dans les écoles élémentaires du territoire ;
- réalisation de groupements de commandes pour le compte des communes membres de la communauté de communes (conformément au Code des Marchés Publics).

### Régime fiscal et budget
La communauté de communes est un établissement public de coopération intercommunale (EPCI) à fiscalité propre. Elle est sous le régime de la fiscalité additionnelle aux impôts locaux perçus par les communes, sans fiscalité professionnelle de zone (FPZ) et sans fiscalité professionnelle sur les éoliennes (FPE).
L'établissement perçoit la redevance d'enlèvement des ordures ménagères (REOM). En revanche elle ne perçoit pas la taxe d'enlèvement des ordures ménagères (TEOM).
Les taux d'imposition pour 2020 sont les suivants : 
- taxe d'habitation : 2.880% ;
- taxe foncière (bâti) : 2.930% ;
- taxe foncière (non bâti) : 5.750% ;
- cotisation foncière des Entreprises : 3.400%.

## Projets et réalisations
- 1997-1998 : l’agrandissement d’une usine sur la zone industrielle de Bel Air à Levroux.
- 1997-1998 : la construction d’une usine à Baudres.
- 1999 : l’aménagement de jeux à Villegongis.
- 1999-2000 : la construction de bureaux sur la zone industrielle de Bel Air à Levroux.
- 2002-2003 : la réhabilitation de trois logements conventionnés HLM au 9 place de la République et 30-32 rue Nationale à Levroux.
- 2002-2003 : la réhabilitation d’un local au 9 place de la République à Levroux.
- 2003 à 2005 : l’opération façades (montant des aides versées de 38 874 €.
- 2004-2005 : la construction d’un atelier de réparation pour véhicules accidentés sur la zone industrielle de Bel Air à Levroux.
- 2007-2008 : la construction d’un atelier de mécanique agricole sur la zone industrielle de Bel Air à Levroux.
- 2009-2010 : la construction d’un multicommerce et la réhabilitation d’un logement conventionné HLM au 25 rue de la Mairie à Baudres.
- 2011-2012 : l’extension d’un bâtiment industriel sur la zone industrielle de Bel Air à Levroux.
- 2015-2016 : la rénovation et l’amélioration thermique du gymnase (salle verte) à Levroux.
- 2018 : la rénovation d’une boulangerie à Bouges-le-Château.
- 2018-2019 : la rénovation et l’extension d’un multicommerce à Brion.